# Herminio da Costa
Herminio da Costa, auch Erminio da Silva da Costa (* 1949) ist ein Politiker und ehemaliger Milizenführer aus Osttimor.

## Werdegang
Costa war einer der militantesten und führenden Sprecher der pro-indonesischen Milizen im von Indonesien seit 1975 besetzten Osttimor (Timor Timur). Mehrfach drohte das Mitglied der APODETI mit Gewalt gegen die Befürworter der Unabhängigkeit Osttimors. Nach dem Rücktritt von Indonesiens Diktator Suharto im Mai 1998 gewann die Unabhängigkeitsbewegung wieder an Aufwind. Costa gehörte zu jenen, die in vorderster Reihe standen, bei Unterstützungserklärungen für einen Verbleib bei Indonesien. Er war zu diesem Zeitpunkt Vorsitzender der Beamtengenossenschaft (indonesisch Ketua Pusat KUD Timor Timur). Davor war er Leiter der Elektrizitätsbehörde von Baucau.
Die Milizen wurden im Vorfeld des Unabhängigkeitsreferendums in Osttimor am 30. August 1999 vom indonesischen Militär ab 1998 aufgestellt. Im März 1999 wurde Herminio da Costa von Generalmajor Adam Damiri, dem Kommandeur des regionalen Militärkommandos Kodam IX/Udayana, zum Stabschef der Dachorganisation aller Milizen in Osttimor, der Pasukan Pro-Integrasi (PPI, deutsch Streitkräften des Integrationskampfes) ernannt. Costa war damit nach João da Costa Tavares und Eurico Guterres die Nummer 3 in der Befehlskette der Milizen.
Dem Journalisten Allan Nairn erzählte er in einem Interview, dass der Militärkommandeur Oberst Tono Suratman und der Polizeichef Oberst Timbul Silaen ihn und seine Männer ermächtigt hätten „Häuser anzugreifen, Mitglieder des [für die Unabhängigkeit eintretenden] CNRT und der FRETILIN zu verhören und zu töten“, solange die Milizen die üblichen Verbrechen wie „Autodiebstahl und Diebstahl von Lebensmitteln“ unterließen. Die Vereinbarung „erlaube Angriffe auf Häuser, jedoch nicht ohne [Suratmans] Genehmigung und Wissen“. Gleiches galt für Verhöre von Unabhängigkeitsbefürwortern. Costa beschrieb Nairn auch die Ermordung von unbewaffneten „Volksfeinden“. Die Hinrichtungen seien aber erst nach Genehmigung des Militärs vollzogen worden. Auch das Kirchenmassaker von Liquiçá am 6. April 1999 falle unter die Vereinbarung über Immunität mit den Chefs der Sicherheitskräfte. Costa behauptete, (ungenannte) Einheimische hätten die Miliz um die Ermordung der Opfer gebeten. Es sei eine Befreiung für die Menschen in Liquiçá gewesen. Costa bestätigte im Interview auch, dass man bei der Armee um Unterstützung gebeten hätte und dass dafür Beamte der Mobilen Polizeibrigade (Brimob) kamen. Sie hätten Tränengas und scharfe Munition abgefeuert, während die Milizen mit Macheten die Menschen in der Kirche und im Pfarrhaus angriffen. Es sei ein Kommandoposten der FRETILIN gewesen, so Costa. Über das Massaker im Haus von Manuel Carrascalão sagte Costa, die Ermordung von dessen 15-jährigen Sohn Manuelito sei „eine Strafe für den Aktivismus seines Vaters“ gewesen. General Wiranto, der oberste Befehlshaber der Streitkräfte Indonesiens, und den Geheimdienstspezialisten Generalmajor Zacky Anwar Makarim bezeichnete Costa als „sehr gute Freunde“.
Den Angriff auf einen Konvoi der Kirche und humanitärer Organisationen im Juli 1999 begründete Costa damit, dass die Organisationen Marionetten der FRETILIN seien. Der UNAMET warf er vor, voreingenommen zu sein. Costa drohte im Falle eines Erfolgs des Unabhängigkeitsreferendums das Ergebnis zu annullieren. Als sich nach dem Wahltag abzeichnete, dass die Bevölkerung sich für die Unabhängigkeit entschieden hatte, kündigte er an:

„Wenn UNAMET verkündet, dass die Unabhängigkeitsbefürworter die Abstimmung gewonnen haben, verspreche ich, dass es wieder einen Bürgerkrieg geben wird … Dann verdienen die Unabhängigkeitsbefürworter es nicht mehr zu leben, denn das ist nicht fair … Mein Plan ist, das Problem vor die UNO zu bringen und sie zu bitten, eine weitere Abstimmung abzuhalten, die dieses Mal von Indonesien organisiert wird. Falls sie sich weigern, würde ich lieber in den Krieg ziehen und alle Unabhängigkeitsbefürworter umbringen, denn dann können wir sicher sein, dass sie betrogen haben.“

Von Kupang im indonesischen Westtimor aus drohte Costa, die PPI werde Osttimor dem Erdboden gleichmachen (indonesisch membumihanguskan). „Es ist kein Krieg zwischen Indonesien und Osttimor, sondern ein Krieg zwischen Autonomie und Unabhängigkeit“. Nach der Bekanntgabe des Ergebnisses zugunsten der Unabhängigkeit begann mit der Operation Donner die Vergeltung der indonesischen Armee, Polizei und Milizen. Etwa 280.000 Osttimoresen, ein Viertel der Bevölkerung, wurden von indonesischen Sicherheitskräften nach Westtimor zwangsevakuiert, ein Teil von ihnen war auch selbst geflohen. 200.000 Osttimoresen waren innerhalb des Landes auf der Flucht. 1400 bis 1500 Menschen ermordet, die Infrastruktur des Landes weitgehend zerstört. Am 15. September einigten sich Indonesien mit den Vereinten Nationen auf einen Abzug seiner Streitkräfte und der Entsendung einer Internationalen Eingreiftruppe, die am 20. September in Osttimor eintraf. Am 1. November zog sich der letzte indonesische Soldat aus Osttimor zurück.
Während noch die letzte Gewaltwelle über Osttimor rollte, verkündete Costa, dass seine Untergebenen einen Waffenstillstand erklärt und „alle Sicherheitsfragen den indonesischen Streitkräften überlassen“ hätten. Dann behauptete er, er sei nicht für die Zerstörung Osttimors verantwortlich, da seine Kommandeure „seit dem 4. September, dem Tag der Bekanntgabe des Wahlergebnisses, die Kontrolle über die Jungs verloren“ hätten. Aus Westtimor wird berichtet, Costa habe dort die Miliz Rusafuik geführt, die das Flüchtlingslager in Noelbaki kontrollierte. Eine Zeit lang warb er für eine Teilung Osttimors in einen unabhängigen Sektor im Osten und einen pro-indonesischen Sektor im Westen.
Costa wurde Mitglied der Milizen-Veteranenorganisation Uni Timor Aswain (UNTAS), die am 5. Februar 2000 in Kupang gegründet wurde.
Trotz seiner eigenen Unschuldsbeteuerungen wurde sein Name im Bericht der indonesischen Untersuchung der Gräueltaten in Osttimor erwähnt – allerdings im Hauptteil und nicht auf der Liste der zur Strafverfolgung empfohlenen Personen. Im Mai 2000 erkannte Costa das Ergebnis des Unabhängigkeitsreferendums an. Costa führte es nicht mehr auf ein Fehlverhalten der UNAMET zurück, sondern Korruption unter der politischen und militärischen Elite Osttimors sowie auf deren grobe Menschenrechtsverletzungen. Trotz Drohungen von Eurico Guterres suchte Costa nun Kontakt mit der Übergangsverwaltung der Vereinten Nationen für Osttimor (UNTAET) und entschuldigte sich für die Gewalt und Zerstörung, die durch seine Milizionäre begangen wurden. Costa erklärte, er wolle sich einem Gerichtsverfahren stellen. Im Juni 2000 besuchte Costa kurz Dili.
Nachdem die von Jacob Xavier 1985 gegründete Movimento do Povo de Timor-Leste (MPTL) bei der Registrierung zu den Wahlen zur Verfassunggebenden Versammlung 2001 an Formalien gescheitert war, gründete Costa mit ihm am 7. Mai 2000 die Partido do Povo de Timor (PPT) als Nachfolgerin der MPTL. Die Partei erhielt 2,01 % der Stimmen und so zwei Sitze im Parlament. Costa trat aber nicht als Kandidat bei den Wahlen an.